# Michelle Li
Man Shan Li (conocida como Michelle Li; 3 de noviembre de 1991) es una deportista canadiense que compite en bádminton, en las modalidades individual y dobles. Ganó cinco medallas en los Juegos Panamericanos entre los años 2011 y 2019.

## Palmarés internacional
| Juegos Panamericanos | Juegos Panamericanos | Juegos Panamericanos | Juegos Panamericanos |
| Año                  | Lugar                | Medalla              | Prueba               |
| -------------------- | -------------------- | -------------------- | -------------------- |
| 2011                 | Guadalajara (México) | Medalla de oro       | Individual           |
| 2011                 | Guadalajara (México) | Medalla de oro       | Dobles               |
| 2015                 | Toronto (Canadá)     | Medalla de oro       | Individual           |
| 2015                 | Toronto (Canadá)     | Medalla de bronce    | Dobles               |
| 2019                 | Lima (Perú)          | Medalla de oro       | Individual           |